# Carl Joseph Begas

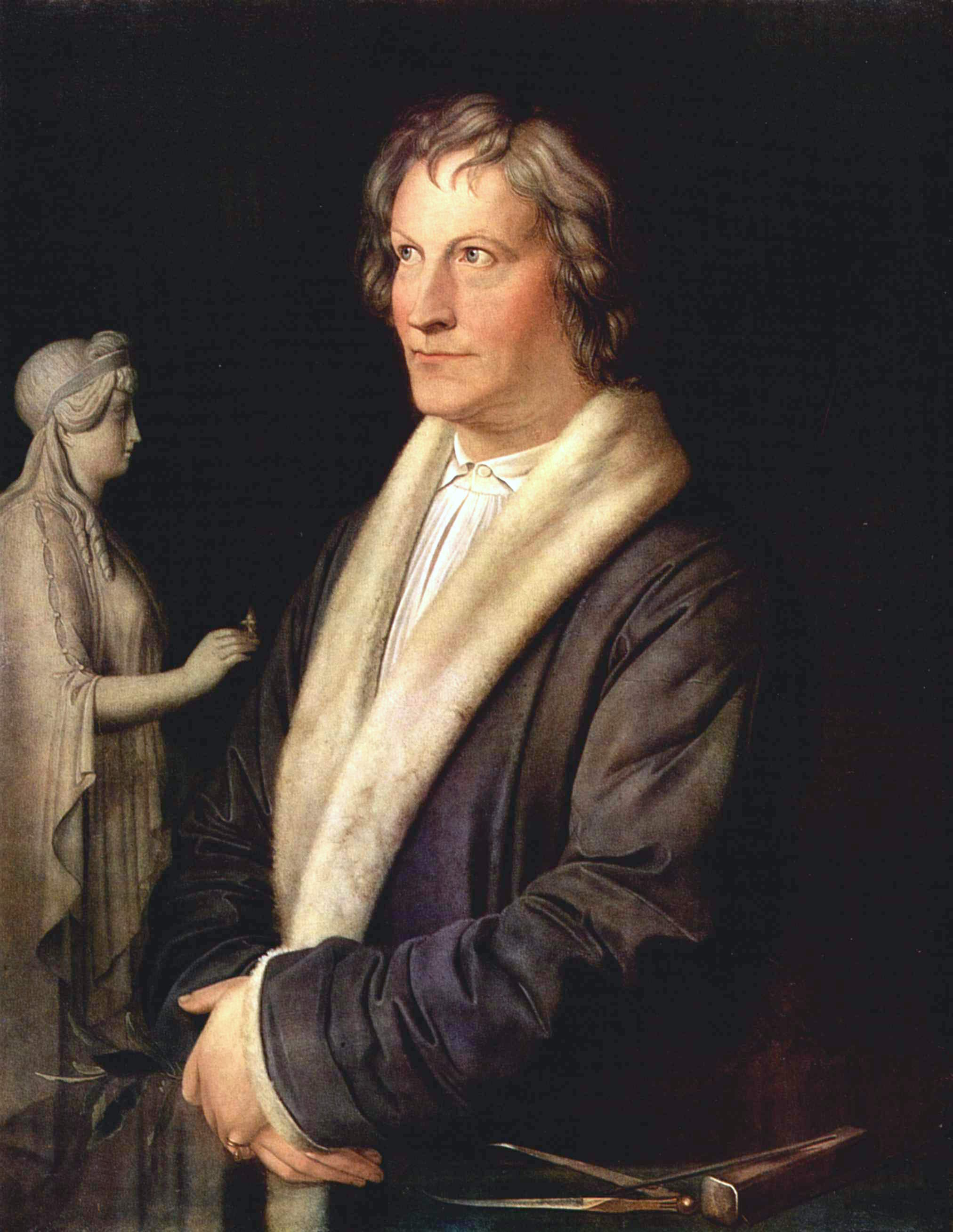
Carl Joseph Begas: Bertel Thorvaldsen portréja

Carl Joseph Begas (Heinsberg, Aachen mellett, 1794. szeptember 30. – Berlin, 1854. november 23.) német festő.

## Életútja
Eleinte Párizsban, Gros műtermében David irányát követte és már ekkor (1815-21) festett képeivel föltünést keltett (Madonna, Jób és barátai, Krisztus az olajfák hegyén, a Szentlélek eljövetele), de Németországba visszatérve a német irányhoz szegődött (Nejének Madonna-képmása, szüleinek képmása ó-német modorban.) 1822-ben pedig Olaszországba utazván, Giotto freskói annyira föllelkesítették, hogy egy ideig teljesen a Raffaello előtti modorban festett (Krisztus keresztelése, Thorwaldsen arcképe, a fiatal Tóbiás). 1824-ben Berlinbe visszatértekor kezdődik negyedik fejlődési stádiuma, melyben V. Schadow iskolájához szegődik. Vallásos tárgyú képei közül említendők e korból: A hegyi prédikáció (1831), Krisztus színeváltozása (1839) Jeruzsálem pusztulásának megjóslása (1840), Krisztus az olajfák hegyén (1842), Jöjjetek én hozzám mindnyájan (1844), Ádám és Éva a megölt Ábel előtt. Romantikus tárgyúak: Két leány a hegyen (Uhland után), Loreley (1834), IV. Henrik Canossában (1836), A búskomor király, A szerecsenmosás. Mint arcképfestő is kitűnő; megfestette Schelling, S. Humboldt, K. Ritter, Thorvaldsen, Christian Daniel Rauch, Cornelius, Johann Gottfried Schadow, Giacomo Meyerbeer, Link, Jacob Grimm stb. arcképeit. Túlságos híven követte modelljeit, ami festményei elrendezésében rendesen sértően hat, szinezése is nehéz és sötét, de jól jellemez. Fejlődésének csodálatos útja az újkori német művészet egyik legérdekesebb alakjává teszi őt.